# Torjanci
Torjanci är en ort i Kroatien.   Den ligger i länet Baranja, i den östra delen av landet, 190 km öster om huvudstaden Zagreb. Torjanci ligger 88 meter över havet och antalet invånare är 317.
Terrängen runt Torjanci är mycket platt. Runt Torjanci är det ganska tätbefolkat, med 90 invånare per kvadratkilometer. Närmaste större samhälle är Donji Miholjac, 15,4 km väster om Torjanci. Trakten runt Torjanci består till största delen av jordbruksmark.